# Torneo Clausura 2014 de Segunda División de Costa Rica
El Torneo de Clausura 2014 fue la edición n° 75 del campeonato de Segunda División. La temporada 2013-2014 de la Liga de Ascenso dio inicio entre el sábado 4 y el domingo 5 de enero del 2014. Se conformaron dos grupos de 9 equipos cada uno.
El sistema de juego será el mismo que la temporada anterior, se dividirá en dos torneos, Apertura y Clausura. En cada torneo jugarán todos contra todos en su respectivo grupo a visita recíproca.
Los primeros cuatro equipos de cada grupo clasificarán a la siguiente ronda de forma cruzada en los cuartos de final, los cuatro ganadores pasarán a las semifinales y los dos ganadores a la final de cada torneo.
Si el ganador del torneo de Clausura es el mismo del Apertura, será el campeón de la Liga de Ascenso y militará la próxima temporada en la Primera División. De ser dos ganadores distintos, se llevará a cabo la final nacional los días 1 y 8 de junio del presente año.

## Grupo A
| Provincia                                  | Club                | Entrenador             | Ciudad         | Estadio                         | Capacidad | Patrocinador |
| ------------------------------------------ | ------------------- | ---------------------- | -------------- | ------------------------------- | --------- | ------------ |
| San José                                   | Saprissa de Corazón | Enrique Rivers         | Tibás          | Estadio Ricardo Saprissa        | 23.170    |              |
| San José                                   | Aserrí FC           | Luis Neco Fernández    | Aserrí         | Estadio ST Center               | 2.500     |              |
| San José                                   | Juventud Escazuceña | Luis Fernández Texeira | Escazú         | Estadio Nicolás Masís           | 2.000     |              |
| Guanacaste                                 | AD Guanacasteca     | Pablo Rodríguez        | Nicoya         | Estadio Chorotega               | 5.000     |              |
| Guanacaste                                 | Municipal Liberia   | Fernando Castro        | Liberia        | Estadio Edgardo Baltodano       | 5.800     |              |
| Cartago                                    | Municipal Turrialba | Orlando De León        | Turrialba      | Estadio Rafael Ángel Camacho    | 4.000     |              |
| Alajuela                                   | Municipal Grecia    | Minor Arguedas         | Grecia         | Estadio Allen Riggioni          | 4.000     |              |
| Alajuela                                   | AD. San Carlos      | Leonardo Moreira       | Ciudad Quesada | Estadio Carlos Ugalde           | 13.000    |              |
| Puntarenas                                 | ADR Jicaral Sercoba | Fernando Sosa          | Jicaral        | Estadio Asoc. Cívica de Jicaral | 1.000     |              |
| Datos actualizados a: 11 de abril de 2014. |                     |                        |                |                                 |           |              |

## Grupo B
| Provincia                                  | Club                | Entrenador     | Ciudad        | Estadio                        | Capacidad | Patrocinador           |
| ------------------------------------------ | ------------------- | -------------- | ------------- | ------------------------------ | --------- | ---------------------- |
| Alajuela                                   | AD Ramonense        | Vacante        | San Ramón     | Estadio Guillermo Vargas       | 6.000     |                        |
| Alajuela                                   | Alajuela Junior     | Wilmer López   | Alajuela      | Estadio Alejandro Morera       | 17.895    | Archivo:213p U m A.png |
| Limón                                      | A.D. Cariari        | Bernardo Veach | Pococí        | EstadioComunal de Cariari      | 1.200     |                        |
| Limón                                      | ADF Siquirres       | Erick White    | Siquirres     | Polideportivo de Siquirres     | 1.000     |                        |
| San José                                   | Barrio México       | Hugo Viegas    | Guadalupe     | Estadio Coyella Fonseca        | 4.500     |                        |
| San José                                   | AS Puma Generaleña  | Edgar Carvajal | Pérez Zeledón | Polideportivo de Pérez Zeledón | 1.000     |                        |
| Puntarenas                                 | Jacó Rays FC        | Claudio Jara   | Garabito      | Estadio Municipal de Garabito  | 3.000     |                        |
| Puntarenas                                 | Selección de Osa    | Carlos Vargas  | Osa           | Estadio Municipal de Osa       | 4.000     |                        |
| Puntarenas                                 | Municipal Coto Brus | Vacante        | Coto Brus     | Estadio Hamilton Villalobos    | 4.100     |                        |
| Datos actualizados a: 11 de abril de 2014. |                     |                |               |                                |           |                        |

## Tabla de Goleo
Goles Anotados.

| Carlos Barahona                  | Jicaral Sercoba    | 15 |
| Jairo Picado                     | Osa                | 15 |
| Luis González                    | AS Puma Generaleña | 14 |
| Steven Arias                     | Municipal Liberia  | 13 |
| Marco Paniagua                   | Guanacasteca       | 12 |
| Actualizada: 31 de marzo de 2014 |                    |    |

- En la tabla se acumulan los goles hechos en el Apertura 2013 y Clausura 2014.

## Clasificación de equipos

### Grupo A
|  |    | Equipos de fútbol                                                         | PJ | G | E | P | GF | GC | Dif | Pts |
|  | -- | ------------------------------------------------------------------------- | -- | - | - | - | -- | -- | --- | --- |
|  | 1. | Juventud Escazuceña                                                       | 16 | 8 | 6 | 2 | 24 | 13 | +11 | 30  |
|  | 2. | San Carlos                                                                | 16 | 8 | 4 | 4 | 25 | 17 | +8  | 28  |
|  | 3. | Guanacasteca                                                              | 16 | 7 | 6 | 3 | 28 | 19 | +9  | 27  |
|  | 4. | Archivo:600px Bisection vertical White HEX-FF0000.svg Municipal Turrialba | 16 | 8 | 3 | 5 | 27 | 27 | 0   | 27  |
|  | 5. | Municipal Liberia                                                         | 16 | 5 | 5 | 6 | 18 | 20 | -2  | 20  |
|  | 6. | ADR Jicaral Sercoba                                                       | 16 | 4 | 7 | 5 | 27 | 27 | 0   | 19  |
|  | 7. | Municipal Grecia                                                          | 16 | 4 | 4 | 8 | 21 | 26 | -5  | 16  |
|  | 8. | Municipal Aserrí                                                          | 16 | 4 | 3 | 9 | 17 | 29 | -12 | 15  |
|  | 9. | Generación Saprissa                                                       | 16 | 3 | 4 | 9 | 15 | 23 | -8  | 13  |

### Grupo B
|  |    | Equipos de fútbol     | PJ | G | E | P  | GF | GC | Dif | Pts |
|  | -- | --------------------- | -- | - | - | -- | -- | -- | --- | --- |
|  | 1. | AS Puma Generaleña    | 16 | 8 | 6 | 2  | 30 | 12 | +18 | 30  |
|  | 2. | Jacó Rays FC          | 16 | 8 | 6 | 2  | 28 | 15 | +13 | 30  |
|  | 3. | CD. Barrio México     | 15 | 8 | 4 | 3  | 33 | 20 | +13 | 28  |
|  | 4. | Selección de Osa      | 16 | 7 | 6 | 3  | 25 | 18 | +7  | 27  |
|  | 5. | Alajuela Junior       | 16 | 7 | 3 | 6  | 33 | 20 | +13 | 24  |
|  | 6. | Municipal Coto Brus   | 15 | 4 | 7 | 4  | 19 | 17 | +2  | 19  |
|  | 7. | AD. Cariari de Pococí | 15 | 5 | 2 | 8  | 20 | 33 | -13 | 17  |
|  | 8. | ADF Siquirres         | 16 | 5 | 3 | 8  | 26 | 31 | -5  | 18  |
|  | 9. | AD. Ramonense         | 16 | 0 | 0 | 16 | 0  | 48 | -48 | 0   |

### Tabla general
|  |     | Equipos de fútbol                                                         | PJ | G  | E  | P  | GF | GC | Dif | Pts |
|  | --- | ------------------------------------------------------------------------- | -- | -- | -- | -- | -- | -- | --- | --- |
|  | 1.  | AS Puma Generaleña                                                        | 32 | 17 | 11 | 4  | 63 | 32 | +31 | 62  |
|  | 2.  | CD. Barrio México                                                         | 32 | 16 | 9  | 7  | 65 | 45 | +20 | 57  |
|  | 3.  | Alajuela Junior                                                           | 32 | 17 | 5  | 10 | 72 | 41 | +31 | 56  |
|  | 4.  | San Carlos                                                                | 32 | 15 | 11 | 6  | 54 | 33 | +21 | 56  |
|  | 5.  | Guanacasteca                                                              | 32 | 15 | 6  | 11 | 56 | 41 | +15 | 51  |
|  | 7.  | Jacó Rays FC                                                              | 32 | 13 | 12 | 7  | 48 | 41 | +7  | 51  |
|  | 6.  | Selección de Osa                                                          | 32 | 13 | 11 | 8  | 47 | 39 | +8  | 50  |
|  | 8.  | Archivo:600px Bisection vertical White HEX-FF0000.svg Municipal Turrialba | 32 | 14 | 6  | 12 | 53 | 51 | +2  | 48  |
|  | 9.  | Juventud Escazuceña                                                       | 32 | 12 | 11 | 9  | 47 | 39 | +8  | 47  |
|  | 10. | Generación Saprissa                                                       | 32 | 13 | 6  | 13 | 46 | 42 | +4  | 45  |
|  | 11. | ADR Jicaral Sercoba                                                       | 32 | 10 | 13 | 9  | 57 | 47 | +10 | 43  |
|  | 12. | Cariari de Pococí                                                         | 30 | 12 | 6  | 12 | 45 | 57 | -12 | 42  |
|  | 13. | Municipal Coto Brus                                                       | 31 | 8  | 14 | 9  | 38 | 38 | 0   | 38  |
|  | 14. | Municipal Liberia                                                         | 32 | 9  | 11 | 12 | 43 | 45 | -2  | 38  |
|  | 15. | Municipal Grecia                                                          | 32 | 8  | 10 | 14 | 44 | 51 | -7  | 34  |
|  | 16. | ADF Siquirres                                                             | 32 | 9  | 6  | 17 | 49 | 65 | -16 | 33  |
|  | 17. | Aserrí FC                                                                 | 32 | 5  | 10 | 17 | 34 | 59 | -24 | 25  |
|  | 18. | AD. Ramonense                                                             | 32 | 0  | 0  | 32 | 0  | 96 | -96 | 0   |

Pts = Puntos; PJ = Partidos jugados; G = Partidos ganados; E = Partidos empatados; P = Partidos perdidos; GF = Goles anotados; GC = Goles recibidos; Dif = Diferencia de goles
|  | En zona de descenso a la Tercera División. |

## Jornadas

### Primera ronda
| Escazuceña                 | 2 - 1 | San Carlos   | Nicolás Macís | 15:00                |       |
| Aserrí                     | 1 - 2 | Liberia      | 11 de enero   | Vuelta de Jorco      | 15:00 |
| Municipal Grecia           | 0 - 1 | Guanacasteca | 11 de enero   | Allen Riggioni       | 19:00 |
| Turrialba                  | 0 - 5 | Jicaral      | 11 de enero   | Rafael Ángel Camacho | 19:30 |
| Libre: Generación Saprissa |       |              | 11 de enero   |                      |       |

| Barrio México          | 1 - 3 | Jacó Rays          | 11 de enero | Coyella Fonseca    | 15:00 |
| Cariari                | 0 - 3 | AS Puma Generaleña | 11 de enero | Comunal de Cariari | 19:30 |
| Siquirreña             | 1 - 1 | Coto Brus          | 12 de enero |                    | 11:00 |
| Ramonense              | 0 - 3 | Osa                | Suspendido  |                    |       |
| Libre: Alajuela Junior |       |                    |             |                    |       |

| Generación Saprissa      | 1 - 3 | Escazuceña       | 18 de enero | Ricardo Saprissa        | 15:00 |
| San Carlos               | 1 - 2 | Municipal Grecia | 18 de enero | Carlos Ugalde           | 19:30 |
| Jicaral                  | 2 - 1 | Aserrí           | 19 de enero | Asoc. Cívica de Jicaral | 11:00 |
| Guanacasteca             | 4 - 1 | Turrialba        | 19 de enero | Chorotega               | 11:00 |
| Libre: Municipal Liberia |       |                  |             |                         |       |

| Alajuela Junior            | 1 - 1 | Barrio México | 17 de enero | Morera Soto                    |       |
| AS Puma Generaleña         | 2 - 0 | Siquirres     | 18 de enero | Polideportivo de Pérez Zeledón | 19:00 |
| Osa                        | 3 - 1 | Cariari       | 18 de enero | Municipal de Ciudad Cortés     | 11:00 |
| Jacó Rays                  | 3 - 0 | Ramonense     | Suspendido  |                                |       |
| Libre: Generación Saprissa |       |               |             |                                |       |

| Liberia           | 1 - 1 | Jicaral             | 22 de enero | Bagaces              | 15:00 |
| Municipal Grecia  | 1 - 0 | Generación Saprissa | 22 de enero | Allen Riggioni       | 19:00 |
| Turrialba         | 3 - 0 | San Carlos          | 22 de enero | Rafael Ángel Camacho | 19:30 |
| Aserrí FC         | 0 - 1 | Guanacasteca        | 22 de enero | Cuty Monge           | 20:00 |
| Libre: Escazuceña |       |                     |             |                      |       |

| Siquirres            | 3 - 3 | Osa             | 22 de enero | Polideportivo de Siquirres | 14:00 |
| Coto Brus            | 2 - 2 | AS Puma         | 22 de enero | Sabalito                   | 15:00 |
| Cariari              | 1 - 1 | Jacó Rays       | 22 de enero | Comunal                    | 19:30 |
| Ramonense            | 0 - 3 | Alajuela Junior | Suspendido  |                            |       |
| Libre: Barrio México |       |                 |             |                            |       |

| Saprissa de Corazón | 0 - 0 | Turrialba        | 25 de enero | Ricardo Saprissa | 15:00 |
| Escazuceña          | 0 - 0 | Municipal Grecia | 25 de enero | Nicolás Macís    | 15:00 |
| San Carlos          | 3 - 0 | Aserrí           | 25 de enero | Carlos Ugalde    | 16:00 |
| Guanacasteca        | 2 - 1 | Liberia          | 26 de enero | Chorotega        | 11:00 |
| Libre: Jicaral      |       |                  |             |                  |       |

| Alajuela Junior | 3 - 0 | Cariari   | 25 de enero | Morera Soto-Scotiabank     | 18:00 |
| Jacó Rays       | 1 - 0 | Siquirres | 25 de enero | Garabito                   | 19:00 |
| Osa             | 1 - 0 | Coto Brus | 26 de enero | Municipal de Ciudad Cortés | 12:00 |
| Barrio México   | 3 - 0 | Ramonense | Suspendido  |                            |       |
| Libre: AS Puma  |       |           |             |                            |       |

| Aserrí                  | 1 - 1 | Saprissa de Corazón | 8 de febrero | Vuelta de Jorco         | 19:00 |
| Turrialba               | 1 - 3 | Escazuceña          | 8 de febrero | Rafael Ángel Camacho    | 19:30 |
| Jicaral                 | 1 - 1 | Guanacasteca        | 9 de febrero | Asoc. Cívica de Jicaral | 11:00 |
| Liberia                 | 0 - 0 | San Carlos          | 9 de febrero | Bagaces                 | 15:00 |
| Libre: Municipal Grecia |       |                     |              |                         |       |

| Coto Brus         | 0 - 0 | Jacó Rays       | 8 de febrero | San Rafael de Sabalito         | 15:00 |
| AS Puma           | 1 - 1 | Osa             | 8 de febrero | Polideportivo de Pérez Zeledón | 17:00 |
| Siquirres         | 1 - 3 | Alajuela Junior | 9 de febrero | Polideportivo de Siquirres     | 13:00 |
| Cariari           | 3 - 4 | Barrio México   | 9 de febrero | Comunal                        | 13:15 |
| Libre: *Ramonense |       |                 |              |                                |       |

| Escazuceña          | 3 - 1 | Aserrí              | 15 de febrero | Estadio Nicolás Macís | 15:00 |
| Saprissa de Corazón | 1 - 1 | Liberia             | 15 de febrero | Coyella Fonseca       | 15:00 |
| Municipal Grecia    | 0 - 2 | Municipal Turrialba | 15 de febrero | Allen Riggioni        | 19:00 |
| San Carlos          | 2 - 1 | Jicaral             | 15 de febrero | Carlos Ugalde         | 19:30 |
| Libre: Guanacasteca |       |                     |               |                       |       |

| Barrio México   | 3 - 1 | Siquirres | 15 de febrero | Coyella Fonseca | 19:00 |
| Alajuela Junior | 0 - 1 | Coto Brus | 15 de febrero | Morera Soto     | 19:00 |
| Jacó Rays       | 0 - 0 | AS Puma   | 15 de febrero | Garabito        | 20:00 |
| Ramonense       | 0 - 3 | Cariari   | Suspendido    |                 |       |
| Libre: Osa      |       |           |               |                 |       |

| Guanacasteca     | 1 - 1 | San Carlos          | 19 de febrero | Chorotega        | 15:00 |
| Jicaral          | 3 - 2 | Saprissa de Corazón | 19 de febrero | Jicaral          | 15:00 |
| Liberia          | 0 - 2 | Escazuceña          | 19 de febrero | Bagaces          | 15:00 |
| Aserrí           | 2 - 1 | Municipal Grecia    | 19 de febrero | Vueltas de Jorco | 20:00 |
| Libre: Turrialba |       |                     |               |                  |       |

| Coto Brus       | 1 - 1 | Barrio México      | 19 de febrero | Sabalito    | 15:00 |
| Alajuela Junior | 1 - 0 | AS Puma Generaleña | 19 de febrero | Morera Soto | 18:00 |
| Osa             | 2 - 1 | Jacó Rays          | 19 de febrero | Palmar Sur  | 19:00 |
| Siquirres       | 3 - 0 | Ramonense          | Suspendido    |             |       |
| Libre: Cariari  |       |                    |               |             |       |

| Saprissa de Corazón | 3 - 2 | Guanacasteca | 22 de febrero | Ricardo Saprissa     | 14:00 |
| Escazuceña          | 1 - 1 | Jicaral      | 22 de febrero | Nicolás Macís        | 15:00 |
| Municipal Grecia    | 0 - 2 | Liberia      | 22 de febrero | Allen Riggioni       | 19:00 |
| Turrialba           | 1 - 2 | Aserrí       | 22 de febrero | Rafael Ángel Camacho | 19:30 |
| Libre: San Carlos   |       |              |               |                      |       |

| Alajuela Junior  | 3 - 1 | Osa                | 22 de febrero | Morera Soto     | 11:00 |
| Barrio México    | 0 - 0 | AS Puma Generaleña | 23 de febrero | Coyella Fonseca | 11:00 |
| Cariari          | 2 - 1 | Siquirres          | 23 de febrero | Comunal         | 13:15 |
| Ramonense        | 0 - 3 | Coto Brus          | Suspendido    |                 |       |
| Libre: Jacó Rays |       |                    |               |                 |       |

| Guanacasteca     | 1 - 1 | Escazuceña          | 26 de febrero | Chorotega            | 15:00 |
| Turrialba        | 4 - 1 | Liberia             | 26 de febrero | Rafael Ángel Camacho | 19:30 |
| San Carlos       | 1 - 0 | Saprissa de Corazón | 26 de febrero | Carlos Ugalde        | 19:30 |
| Municipal Grecia | 1 - 1 | Jicaral             | 26 de febrero | Allen Riggioni       | 20:00 |
| Libre: Aserrí    |       |                     |               |                      |       |

| Osa              | 1 - 2 | Barrio México   | 26 de febrero | Ciudad Cortés | 15:00 |
| Jacó Rays        | 3 - 2 | Alajuela Junior | 26 de febrero | Garabito      | 19:30 |
| Cariari          | 0 - 1 | Coto Brus       | 26 de febrero | Comunal       | 19:30 |
| AS Puma          | 3 - 0 | Ramonense       | Suspendido    |               |       |
| Libre: Siquirres |       |                 |               |               |       |

### Segunda ronda
| San Carlos                 | 1 - 0 | Escazuceña       | 1 de marzo | Carlos Ugalde | 19:30 |
| Guanacasteca               | 2 - 2 | Municipal Grecia | 2 de marzo | Chorotega     | 11:00 |
| Jicaral                    | 3 - 3 | Turrialba        | 2 de marzo | Jicaral       | 15:00 |
| Liberia                    | 2 - 0 | Aserrí           | 2 de marzo | Bagaces       | 15:00 |
| Libre: Saprissa de Corazón |       |                  |            |               |       |

| Coto Brus              | 0 - 2 | Siquirres     | 1 de marzo | San Rafael de Sabalito         | 15:00 |
| AS Puma                | 0 - 1 | Cariari       | 1 de marzo | Polideportivo de Pérez Zeledón | 19:00 |
| Jacó Rays              | 2 - 2 | Barrio México | 1 de marzo | Garabito                       | 20:00 |
| Osa                    | 3 - 0 | Ramonense     | Suspendido |                                |       |
| Libre: Alajuela Junior |       |               |            |                                |       |

| Escazuceña       | 0 - 0 | Saprissa de Corazón | 8 de marzo | Nicolás Macís        | 15:00 |
| Municipal Grecia | 2 - 2 | San Carlos          | 8 de marzo | Allen Riggioni       | 19:00 |
| Turrialba        | 2 - 1 | Guanacasteca        | 8 de marzo | Rafael Ángel Camacho | 19:30 |
| Aserrí           | 2 - 2 | Jicaral             | 8 de marzo | Vueltas de Jorco     | 20:00 |
| Libre: Liberia   |       |                     |            |                      |       |

| Barrio México    | 2 - 1 | Alajuela Junior | 8 de marzo | Coyella Fonseca            | 15:00 |
| Siquirres        | 2 - 4 | AS Puma         | 9 de marzo | Polideportivo de Siquirres | 13:15 |
| Cariari          | 1 - 2 | Osa             | 9 de marzo | Comunal                    | 13:15 |
| Ramonense        | 0 - 3 | Jacó Rays       | Suspendido |                            |       |
| Libre: Coto Brus |       |                 |            |                            |       |

| Guanacasteca        | 2 - 0 | Aserrí           | 12 de marzo | Chorotega             | 15:00 |
| Jicaral             | 0 - 0 | Liberia          | 12 de marzo | Jicaral               | 15:00 |
| Saprissa de Corazón | 3 - 1 | Municipal Grecia | 12 de marzo | Cuty Monge            | 19:00 |
| San Carlos          | 1 - 1 | Turrialba        | 12 de marzo | Carlos Ugalde Álvarez | 19:30 |
| Libre: Escazuceña   |       |                  |             |                       |       |

| Osa                  | 1 - 1 | Siquirres | 12 de marzo | Ciudad Cortés                  | 15:00 |
| Jacó Rays            | 1 - 1 | Cariari   | 12 de marzo | Garabito                       | 19:00 |
| AS Puma              | 3 - 3 | Coto Brus | 12 de marzo | Polideportivo de Pérez Zeledón | 19:00 |
| Alajuela Junior      | 3 - 0 | Ramonense | Suspendido  |                                |       |
| Libre: Barrio México |       |           |             |                                |       |

| Municipal Grecia | 2 - 3 | Escazuceña          | 15 de marzo | Allen Riggioni       | 19:00 |
| Turrialba        | 3 - 2 | Saprissa de Corazón | 16 de marzo | Rafael Ángel Camacho | 14:00 |
| Liberia          | 2 - 2 | Guanacasteca        | 16 de marzo | Bagaces              | 15:00 |
| Aserrí           | 1 - 5 | San Carlos          | 1 de abril  | Vueltas de Jorco     | 17:00 |
| Libre:           |       |                     |             |                      |       |

| Coto Brus      | 1 - 1 | Osa             | 15 de marzo | Sabalito                   | 15:00 |
| Cariari        | 3 - 2 | Alajuela Junior | 15 de marzo | Comunal                    | 19:30 |
| Siquirres      | 2 - 4 | Jacó Rays       | 16 de marzo | Polideportivo de Siquirres | 15:00 |
| Ramonense      | 0 - 3 | Barrio México   | Suspendido  |                            |       |
| Libre: AS Puma |       |                 |             |                            |       |

| Escazuceña              | 0 - 1 | Turrialba | 19 de marzo | Lito Monge    | 15:00 |
| Guanacasteca            | 3 - 1 | Jicaral   | 19 de marzo | Chorotega     | 15:00 |
| Saprissa de Corazón     | 0 - 2 | Aserrí    | 19 de marzo | Cuty Monge    | 19:00 |
| San Carlos              | 2 - 1 | Liberia   | 19 de marzo | Carlos Ugalde | 19:30 |
| Libre: Municipal Grecia |       |           |             |               |       |

| Alajuela Junior  | 6 - 0 | Siquirres | 19 de marzo | Allen Riggioni | 15:00 |
| Barrio México    | 9 - 0 | Cariari   | 19 de marzo | Cuty Monge     | 15:00 |
| Osa              | 0 - 2 | AS Puma   | 19 de marzo | Palmar Sur     | 19:00 |
| Jacó Rays        | 3 - 1 | Coto Brus | 19 de marzo | Garabito       | 19:00 |
| Libre: Ramonense |       |           |             |                |       |

| Aserrí              | 1 - 1 | Escazuceña          | 22 de marzo | Vueltas de Jorco     | 19:00 |
| Municipal Turrialba | 2 - 1 | Municipal Grecia    | 22 de marzo | Rafael Ángel Camacho | 19:30 |
| Jicaral             | 3 - 2 | San Carlos          | 23 de marzo | Jicaral              | 11:00 |
| Municipal Liberia   | 1 - 0 | Saprissa de Corazón | 23 de marzo | Bagaces              | 15:00 |
| Libre: Guanacasteca |       |                     |             |                      |       |

| AS Puma    | 2 - 0 | Jacó Rays       | 22 de marzo | Polideportivo de Pérez Zeledón | 19:00 |
| Coto Brus  | 1 - 1 | Alajuela Junior | 22 de marzo | Hamilton Villalobos            | 20:00 |
| Siquirres  | 3 - 0 | Barrio México   | 23 de marzo | Polideportivo de Siquirres     | 15:00 |
| Cariari    | 3 - 0 | Ramonense       | Suspendido  |                                |       |
| Libre: Osa |       |                 |             |                                |       |

| Saprissa de Corazón        | 2 - 1 | Jicaral           | 26 de marzo | Ricardo Saprissa | 16:00 |
| Municipal Grecia           | 1 - 2 | Aserrí            | 26 de marzo | Allen Riggioni   | 19:00 |
| San Carlos                 | 2 - 0 | Guanacasteca      | 26 de marzo | Carlos Ugalde    | 19:30 |
| Escazuceña                 | 1 - 0 | Municipal Liberia | 26 de marzo | Nicolás Macís    | 20:00 |
| Libre: Municipal Turrialba |       |                   |             |                  |       |

| Barrio México  | 2 - 1 | Coto Brus       | 26 de marzo | Coyella Fonseca                | 16:00 |
| Jacó Rays      | 0 - 0 | Osa             | 26 de marzo | Garabito                       | 19:00 |
| AS Puma        | 2 - 2 | Alajuela Junior | 26 de marzo | Polideportivo de Pérez Zeledón | 19:00 |
| Ramonense      | 0 - 3 | Siquirres       | Suspendido  |                                |       |
| Libre: Cariari |       |                 |             |                                |       |

| Aserrí            | 1 - 2 | Municipal Turrialba | 30 de marzo | Vueltas de Jorco | 15:00 |
| Guanacasteca      | 3 - 0 | Saprissa de Corazón | 30 de marzo | Chorotega        | 15:00 |
| Jicaral           | 0 - 2 | Escazuceña          | 30 de marzo | Jicaral          | 15:00 |
| Municipal Liberia | 1 - 3 | Municipal Grecia    | 30 de marzo | Bagaces          | 15:00 |
| Libre: San Carlos |       |                     |             |                  |       |

| Siquirres        | 3 - 1 | Cariari         | 30 de marzo | Polideportivo de Siquirres     | 15:00 |
| Osa              | 2 - 1 | Alajuela Junior | 30 de marzo | Ciudad Cortés                  | 15:00 |
| AS Puma          | 3 - 0 | Barrio México   | 30 de marzo | Polideportivo de Pérez Zeledón | 15:00 |
| Coto Brus        | 3 - 0 | Ramonense       | Suspendido  |                                |       |
| Libre: Jacó Rays |       |                 |             |                                |       |

| Saprissa de Corazón | 0 - 1 | San Carlos          | 4 de abril | El Labrador       | 19:00 |
| Escazuceña          | 2 - 2 | Guanacasteca        | 4 de abril | Nicolás Macís     | 19:00 |
| Municipal Liberia   | 3 - 1 | Municipal Turrialba | 4 de abril | Edgardo Baltodano | 19:00 |
| Jicaral             | 2 - 4 | Municipal Grecia    | 4 de abril | Lito Pérez        | 19:00 |
| Libre: Aserrí       |       |                     |            |                   |       |

| Alajuela Junior  | 1 - 3 | Jacó Rays | 4 de abril | Allen Riggioni  | 19:00 |
| Barrio México    | 1 - 1 | Osa       | 4 de abril | Coyella Fobseca | 19:00 |
| Cariari          | -     | Coto Brus | 4 de abril | Comunal         | 19:00 |
| Ramonense        | -     | AS Puma   | Suspendido |                 |       |
| Libre: Siquirres |       |           |            |                 |       |

## Cuartos de final
| 11 de abril de 2014 | San Carlos   | 1 - 1 | Barrio México | Estadio Carlos Ugalde Álvarez, Ciudad Quesada |                            |
|                     | Carrillo 46' |       | 90' País      | Árbitro(s): Carlos Salazar                    | Árbitro(s): Carlos Salazar |

| 19 de abril de 2014 | Barrio México | 1 - 5 | San Carlos                                | Estadio José Joaquín Coyella Fonseca, Guadalupe |                            |
|                     | País 48'      |       | 6' Carrillo · 18' 35' Rodríguez · Aguilar | Árbitro(s): Keylor Herrera                      | Árbitro(s): Keylor Herrera |

| 13 de abril de 2014 | Selección de Osa       | 2 - 2 | Juventud Escazuceña       | Estadio Municipal de Ciudad Cortés, Ciudad Cortés |                          |
|                     | Gómez 54' · Picado 90' |       | 66' López · 90' Castañeda | Árbitro(s): Jimmy Torres                          | Árbitro(s): Jimmy Torres |

| 19 de abril de 2014 | Juventud Escazuceña         | 3 - 0 | Selección de Osa | Estadio Nicolás Macís, Escazú |                           |
|                     | Ayales 45' · López · Castro |       |                  | Árbitro(s): Geiner Zúñiga     | Árbitro(s): Geiner Zúñiga |

| 13 de abril de 2014 | Guanacasteca                  | 3 - 2 | Jacó Rays | Estadio Chorotega, Nicoya         |                                   |
|                     | Martínez · Cárdenas · Carmona |       | Juárez    | Árbitro(s): Juan Gabriel Calderón | Árbitro(s): Juan Gabriel Calderón |

| 16 de abril de 2014 | Jacó Rays   | 1 - 0 | Guanacasteca | Estadio Municipal de Garabito, Jacó |                             |
|                     | Sánchez 30' |       |              | Árbitro(s): Adrián Elizondo         | Árbitro(s): Adrián Elizondo |

| 13 de abril de 2014 | Municipal Turrialba | 0 - 2 | AS Puma Generaleña      | Estadio Rafael Ángel Camacho, Turrialba |                              |
|                     |                     |       | 1' Castro · 67' Navarro | Árbitro(s): Gerardo González            | Árbitro(s): Gerardo González |

| 20 de abril de 2014 | AS Puma Generaleña                                      | 4 - 0 | Municipal Turrialba | Polideportivo de Pérez Zeledón, Pérez Zeledón |                               |
|                     | Chinchilla 6' · Navarro 60' · González 61' · Solano 75' |       |                     | Árbitro(s): Adrián Chinchilla                 | Árbitro(s): Adrián Chinchilla |

## Semifinales
| 26 de abril de 2014 | San Carlos   | 1 - 3 | Escazuceña                             | Estadio Carlos Ugalde Álvarez, Ciudad Quesada |                                   |
|                     | Carrillo 35' |       | 2' Mitchell · 29' Montiel · 50' Torres | Árbitro(s): Juan Gabriel Calderón             | Árbitro(s): Juan Gabriel Calderón |

| 3 de mayo | Escazuceña                              | 3 - 2 | San Carlos       | Estadio Nicolás Macís, Escazú |                             |
|           | Ayales 26' · Castañeda 45' · Chacón 57' |       | 70' 78' Carrillo | Árbitro(s): Adrián Elizondo   | Árbitro(s): Adrián Elizondo |

| 27 de abril | Guanacasteca             | 2 - 3 | AS Puma Generaleña                            | Estadio Chorotega, Nicoya                                |                                                          |
|             | Durán 26' · Paniagua 50' |       | 33' Gómez · 61' (pen.) Calvo · 78' Chinchilla | Asistencia: 2 000 espectadores Árbitro(s): Geiner Zúñiga | Asistencia: 2 000 espectadores Árbitro(s): Geiner Zúñiga |

| 3 de mayo | AS Puma Generaleña                   | 2 - 1 | Guanacasteca  | Estadio Municipal de Pérez Zeledón, San Isidro de El General |                            |
|           | Martínez 1' (a.g.) · Albán Gómez 44' |       | 71' Cabalceta | Árbitro(s): Keylor Herrera                                   | Árbitro(s): Keylor Herrera |

## Fase final
|  | Cuartos de final                                                          | Cuartos de final                     | Cuartos de final                     |   |              | Semifinales                        | Semifinales                        | Semifinales                        |  |  | Final                              | Final                              | Final                              |
|  | Ida: 13 de abril Vuelta: 20 de abril                                      | Ida: 13 de abril Vuelta: 20 de abril | Ida: 13 de abril Vuelta: 20 de abril |   |              | Ida: 27 de abril Vuelta: 4 de mayo | Ida: 27 de abril Vuelta: 4 de mayo | Ida: 27 de abril Vuelta: 4 de mayo |  |  | Ida: 11 de mayo Vuelta: 18 de mayo | Ida: 11 de mayo Vuelta: 18 de mayo | Ida: 11 de mayo Vuelta: 18 de mayo |
|  |                                                                           |                                      |                                      |   |              |                                    |                                    |                                    |  |  |                                    |                                    |                                    |
|  | Selección de Osa                                                          | 2                                    | 0                                    |   |              |                                    |                                    |                                    |  |  |                                    |                                    |                                    |
|  | Escazuceña                                                                | 2                                    | 3                                    |   |              |                                    |                                    |                                    |  |  |                                    |                                    |                                    |
|  | Escazuceña                                                                | 2                                    | 3                                    |   | Escazuceña   | 3                                  | 3                                  |                                    |  |  |                                    |                                    |                                    |
|  |                                                                           |                                      |                                      |   | Escazuceña   | 3                                  | 3                                  |                                    |  |  |                                    |                                    |                                    |
|  |                                                                           | San Carlos                           | 1                                    | 2 |              |                                    |                                    |                                    |  |  |                                    |                                    |                                    |
|  | Barrio México                                                             | San Carlos                           | 1                                    | 2 | 1            | 1                                  |                                    |                                    |  |  |                                    |                                    |                                    |
|  | Barrio México                                                             |                                      |                                      |   | 1            | 1                                  |                                    |                                    |  |  |                                    |                                    |                                    |
|  | San Carlos                                                                | 1                                    | 5                                    |   |              |                                    |                                    |                                    |  |  |                                    |                                    |                                    |
|  |                                                                           |                                      |                                      |   |              |                                    |                                    |                                    |  |  | Escazuceña                         | 1                                  |                                    |
|  |                                                                           |                                      | AS Puma                              | 0 |              |                                    |                                    |                                    |  |  |                                    |                                    |                                    |
|  | Guanacasteca                                                              | 3                                    | 0 (4)                                |   |              |                                    |                                    |                                    |  |  |                                    |                                    |                                    |
|  | Jacó Rays FC                                                              | 2                                    | 1 (2)                                |   |              |                                    |                                    |                                    |  |  |                                    |                                    |                                    |
|  | Jacó Rays FC                                                              | 2                                    | 1 (2)                                |   | Guanacasteca | 2                                  | 1                                  |                                    |  |  |                                    |                                    |                                    |
|  |                                                                           |                                      |                                      |   | Guanacasteca | 2                                  | 1                                  |                                    |  |  |                                    |                                    |                                    |
|  |                                                                           | AS Puma                              | 3                                    | 2 |              |                                    |                                    |                                    |  |  |                                    |                                    |                                    |
|  | Archivo:600px Bisection vertical White HEX-FF0000.svg Municipal Turrialba | AS Puma                              | 3                                    | 2 | 0            | 0                                  |                                    |                                    |  |  |                                    |                                    |                                    |
|  | Archivo:600px Bisection vertical White HEX-FF0000.svg Municipal Turrialba |                                      |                                      |   | 0            | 0                                  |                                    |                                    |  |  |                                    |                                    |                                    |
|  | AS Puma                                                                   | 2                                    | 4                                    |   |              |                                    |                                    |                                    |  |  |                                    |                                    |                                    |

### Final - Ida
| 1     | POR   | Guillermo Moreira      |     |
| 4     | DEF   | Uriel Torres 7'        | 89' |
|       | DEF   | Cristian González      |     |
|       | DEF   | José Villalobos        |     |
|       | DEF   | César López            |     |
|       | MED   | Fabián Montiel         |     |
|       | MED   | Sebastián Sánchez      | 26' |
| 22    | MED   | Michael Arias          |     |
| 16    | MED   | Mauricio Ayales        | 81' |
|       | DEL   | Richard Castañeda      |     |
|       | DEL   | Josué Mitchell         |     |
| D. T. | D. T. | Luis Fernández Texeira |     |

| 1     | POR   | Néstor Mena        |     |
|       | DEF   | Mauricio Castro    |     |
|       | DEF   | Pablo Granados     |     |
|       | DEF   | Rónald Salas       |     |
|       | DEF   | Óscar Quesada      |     |
|       | MED   | Christian Bermúdez |     |
|       | MED   | Julio Elizondo     | 45' |
| 27    | MED   | Albán Gómez        | 77' |
|       | MED   | Aarón Navarro      |     |
|       | DEL   | Marvin Chinchilla  |     |
| 12    | DEL   | Luis González      | 71' |
| D. T. | D. T. | Edgar Carvajal     |     |

| 8  | Centrocampista | Christian Badilla | 26' |
| 18 | Centrocampista | Johnny Chacón     | 81' |
| 2  | Defensa        | Dennis Lacayo     | 89' |

| 5  | Centrocampista | Anthony Calvo  | 45' |
| 6  | Centrocampista | David Solano   | 71' |
| 16 | Centrocampista | Fernando Monge | 77' |

| 7' | Uriel Torres |  |

| Principal  | Andrey Vega      |
| Asistentes | Víctor Ramírez   |
|            | Adrián Jiménez   |
| Cuarto     | Gerardo González |

|                    |   |   |
| Tiros              | - | - |
| Tiros a puerta     | - | - |
| Faltas             | - | - |
| Saques de esquina  | - | - |
| Penaltis           | - | - |
| Fueras de juego    | - | - |
| Posesión del balón | % | % |

| Alineación inicial |

| 1     | POR   | Guillermo Moreira      |     |
| 4     | DEF   | Uriel Torres 7'        | 89' |
|       | DEF   | Cristian González      |     |
|       | DEF   | José Villalobos        |     |
|       | DEF   | César López            |     |
|       | MED   | Fabián Montiel         |     |
|       | MED   | Sebastián Sánchez      | 26' |
| 22    | MED   | Michael Arias          |     |
| 16    | MED   | Mauricio Ayales        | 81' |
|       | DEL   | Richard Castañeda      |     |
|       | DEL   | Josué Mitchell         |     |
| D. T. | D. T. | Luis Fernández Texeira |     |

| 1     | POR   | Néstor Mena        |     |
|       | DEF   | Mauricio Castro    |     |
|       | DEF   | Pablo Granados     |     |
|       | DEF   | Rónald Salas       |     |
|       | DEF   | Óscar Quesada      |     |
|       | MED   | Christian Bermúdez |     |
|       | MED   | Julio Elizondo     | 45' |
| 27    | MED   | Albán Gómez        | 77' |
|       | MED   | Aarón Navarro      |     |
|       | DEL   | Marvin Chinchilla  |     |
| 12    | DEL   | Luis González      | 71' |
| D. T. | D. T. | Edgar Carvajal     |     |

| 8  | Centrocampista | Christian Badilla | 26' |
| 18 | Centrocampista | Johnny Chacón     | 81' |
| 2  | Defensa        | Dennis Lacayo     | 89' |

| 5  | Centrocampista | Anthony Calvo  | 45' |
| 6  | Centrocampista | David Solano   | 71' |
| 16 | Centrocampista | Fernando Monge | 77' |

| 7' | Uriel Torres |  |

| Principal  | Andrey Vega      |
| Asistentes | Víctor Ramírez   |
|            | Adrián Jiménez   |
| Cuarto     | Gerardo González |

|                    |   |   |
| Tiros              | - | - |
| Tiros a puerta     | - | - |
| Faltas             | - | - |
| Saques de esquina  | - | - |
| Penaltis           | - | - |
| Fueras de juego    | - | - |
| Posesión del balón | % | % |

| Alineación inicial |

| 1     | POR   | Guillermo Moreira      |     |
| 4     | DEF   | Uriel Torres 7'        | 89' |
|       | DEF   | Cristian González      |     |
|       | DEF   | José Villalobos        |     |
|       | DEF   | César López            |     |
|       | MED   | Fabián Montiel         |     |
|       | MED   | Sebastián Sánchez      | 26' |
| 22    | MED   | Michael Arias          |     |
| 16    | MED   | Mauricio Ayales        | 81' |
|       | DEL   | Richard Castañeda      |     |
|       | DEL   | Josué Mitchell         |     |
| D. T. | D. T. | Luis Fernández Texeira |     |

| 1     | POR   | Néstor Mena        |     |
|       | DEF   | Mauricio Castro    |     |
|       | DEF   | Pablo Granados     |     |
|       | DEF   | Rónald Salas       |     |
|       | DEF   | Óscar Quesada      |     |
|       | MED   | Christian Bermúdez |     |
|       | MED   | Julio Elizondo     | 45' |
| 27    | MED   | Albán Gómez        | 77' |
|       | MED   | Aarón Navarro      |     |
|       | DEL   | Marvin Chinchilla  |     |
| 12    | DEL   | Luis González      | 71' |
| D. T. | D. T. | Edgar Carvajal     |     |

| 8  | Centrocampista | Christian Badilla | 26' |
| 18 | Centrocampista | Johnny Chacón     | 81' |
| 2  | Defensa        | Dennis Lacayo     | 89' |

| 5  | Centrocampista | Anthony Calvo  | 45' |
| 6  | Centrocampista | David Solano   | 71' |
| 16 | Centrocampista | Fernando Monge | 77' |

| 7' | Uriel Torres |  |

| Principal  | Andrey Vega      |
| Asistentes | Víctor Ramírez   |
|            | Adrián Jiménez   |
| Cuarto     | Gerardo González |

|                    |   |   |
| Tiros              | - | - |
| Tiros a puerta     | - | - |
| Faltas             | - | - |
| Saques de esquina  | - | - |
| Penaltis           | - | - |
| Fueras de juego    | - | - |
| Posesión del balón | % | % |

| Alineación inicial |

| 1     | POR   | Guillermo Moreira      |     |
| 4     | DEF   | Uriel Torres 7'        | 89' |
|       | DEF   | Cristian González      |     |
|       | DEF   | José Villalobos        |     |
|       | DEF   | César López            |     |
|       | MED   | Fabián Montiel         |     |
|       | MED   | Sebastián Sánchez      | 26' |
| 22    | MED   | Michael Arias          |     |
| 16    | MED   | Mauricio Ayales        | 81' |
|       | DEL   | Richard Castañeda      |     |
|       | DEL   | Josué Mitchell         |     |
| D. T. | D. T. | Luis Fernández Texeira |     |

| 1     | POR   | Néstor Mena        |     |
|       | DEF   | Mauricio Castro    |     |
|       | DEF   | Pablo Granados     |     |
|       | DEF   | Rónald Salas       |     |
|       | DEF   | Óscar Quesada      |     |
|       | MED   | Christian Bermúdez |     |
|       | MED   | Julio Elizondo     | 45' |
| 27    | MED   | Albán Gómez        | 77' |
|       | MED   | Aarón Navarro      |     |
|       | DEL   | Marvin Chinchilla  |     |
| 12    | DEL   | Luis González      | 71' |
| D. T. | D. T. | Edgar Carvajal     |     |

| 8  | Centrocampista | Christian Badilla | 26' |
| 18 | Centrocampista | Johnny Chacón     | 81' |
| 2  | Defensa        | Dennis Lacayo     | 89' |

| 5  | Centrocampista | Anthony Calvo  | 45' |
| 6  | Centrocampista | David Solano   | 71' |
| 16 | Centrocampista | Fernando Monge | 77' |

| 7' | Uriel Torres |  |

| Principal  | Andrey Vega      |
| Asistentes | Víctor Ramírez   |
|            | Adrián Jiménez   |
| Cuarto     | Gerardo González |

|                    |   |   |
| Tiros              | - | - |
| Tiros a puerta     | - | - |
| Faltas             | - | - |
| Saques de esquina  | - | - |
| Penaltis           | - | - |
| Fueras de juego    | - | - |
| Posesión del balón | % | % |

| Alineación inicial |

### Final - Vuelta
| 1     | POR   | Néstor Mena        |     |
| 4     | DEF   | Mauricio Castro    |     |
|       | DEF   | Pablo Granados     |     |
|       | DEF   | Rónald Salas       |     |
|       | DEF   | Óscar Quesada      |     |
|       | MED   | Christian Bermúdez |     |
| 14    | MED   | Rodolfo Rodríguez  | 46' |
|       | MED   | Albán Gómez        | 89' |
|       | MED   | Aarón Navarro      |     |
|       | DEL   | Marvin Chinchilla  |     |
| 12    | DEL   | Luis González      | 70' |
| D. T. | D. T. | Edgar Carvajal     |     |

| 1     | POR   | Guillermo Moreira      |     |
| 4     | DEF   | Uriel Torres           |     |
| 19    | DEF   | Cristian González      |     |
| 6     | DEF   | Dennis Lacayo          |     |
| 2     | DEF   | César López            |     |
| 12    | MED   | Fabián Montiel         | 83' |
| 8     | MED   | Cristian Badilla       |     |
| 22    | MED   | Michael Arias          | 80' |
| 24    | MED   | Erick Corrales         | 40' |
| 11    | DEL   | Richard Castañeda      |     |
| 17    | DEL   | Josué Mitchell         |     |
| D. T. | D. T. | Luis Fernández Texeira |     |

| 10 | Centrocampista | Anthony Calvo  | 46' |
| 19 | Delantero      | David Solano   | 70' |
| 16 | Defensa        | Fernando Monge | 88' |

| 10 | Centrocampista | Sebastián Sánchez | 40' |
| 16 | Centrocampista | Mauricio Ayales   | 80' |
| 12 | Centrocampista | Johnny Chacón     | 83' |

| 67' · 81' · 104' | Christian Bermúdez Albán Gómez Aarón Navarro |  |

| 45' · | Rodolfo Rodríguez Luis González |

| 59' · | Guillermo Moreira Richard Castañeda |

| 12' | Cristian Badilla |

| Principal  | Pedro Navarro       |
| Asistentes | Alejandro Fernández |
|            | David Carballo      |
| Cuarto     | Jimmy Torres        |

|                    |   |   |
| Tiros              | - | - |
| Tiros a puerta     | - | - |
| Faltas             | - | - |
| Saques de esquina  | - | - |
| Penaltis           | - | - |
| Fueras de juego    | - | - |
| Posesión del balón | % | % |

| Alineación inicial |

| 1     | POR   | Néstor Mena        |     |
| 4     | DEF   | Mauricio Castro    |     |
|       | DEF   | Pablo Granados     |     |
|       | DEF   | Rónald Salas       |     |
|       | DEF   | Óscar Quesada      |     |
|       | MED   | Christian Bermúdez |     |
| 14    | MED   | Rodolfo Rodríguez  | 46' |
|       | MED   | Albán Gómez        | 89' |
|       | MED   | Aarón Navarro      |     |
|       | DEL   | Marvin Chinchilla  |     |
| 12    | DEL   | Luis González      | 70' |
| D. T. | D. T. | Edgar Carvajal     |     |

| 1     | POR   | Guillermo Moreira      |     |
| 4     | DEF   | Uriel Torres           |     |
| 19    | DEF   | Cristian González      |     |
| 6     | DEF   | Dennis Lacayo          |     |
| 2     | DEF   | César López            |     |
| 12    | MED   | Fabián Montiel         | 83' |
| 8     | MED   | Cristian Badilla       |     |
| 22    | MED   | Michael Arias          | 80' |
| 24    | MED   | Erick Corrales         | 40' |
| 11    | DEL   | Richard Castañeda      |     |
| 17    | DEL   | Josué Mitchell         |     |
| D. T. | D. T. | Luis Fernández Texeira |     |

| 10 | Centrocampista | Anthony Calvo  | 46' |
| 19 | Delantero      | David Solano   | 70' |
| 16 | Defensa        | Fernando Monge | 88' |

| 10 | Centrocampista | Sebastián Sánchez | 40' |
| 16 | Centrocampista | Mauricio Ayales   | 80' |
| 12 | Centrocampista | Johnny Chacón     | 83' |

| 67' · 81' · 104' | Christian Bermúdez Albán Gómez Aarón Navarro |  |

| 45' · | Rodolfo Rodríguez Luis González |

| 59' · | Guillermo Moreira Richard Castañeda |

| 12' | Cristian Badilla |

| Principal  | Pedro Navarro       |
| Asistentes | Alejandro Fernández |
|            | David Carballo      |
| Cuarto     | Jimmy Torres        |

|                    |   |   |
| Tiros              | - | - |
| Tiros a puerta     | - | - |
| Faltas             | - | - |
| Saques de esquina  | - | - |
| Penaltis           | - | - |
| Fueras de juego    | - | - |
| Posesión del balón | % | % |

| Alineación inicial |

| 1     | POR   | Néstor Mena        |     |
| 4     | DEF   | Mauricio Castro    |     |
|       | DEF   | Pablo Granados     |     |
|       | DEF   | Rónald Salas       |     |
|       | DEF   | Óscar Quesada      |     |
|       | MED   | Christian Bermúdez |     |
| 14    | MED   | Rodolfo Rodríguez  | 46' |
|       | MED   | Albán Gómez        | 89' |
|       | MED   | Aarón Navarro      |     |
|       | DEL   | Marvin Chinchilla  |     |
| 12    | DEL   | Luis González      | 70' |
| D. T. | D. T. | Edgar Carvajal     |     |

| 1     | POR   | Guillermo Moreira      |     |
| 4     | DEF   | Uriel Torres           |     |
| 19    | DEF   | Cristian González      |     |
| 6     | DEF   | Dennis Lacayo          |     |
| 2     | DEF   | César López            |     |
| 12    | MED   | Fabián Montiel         | 83' |
| 8     | MED   | Cristian Badilla       |     |
| 22    | MED   | Michael Arias          | 80' |
| 24    | MED   | Erick Corrales         | 40' |
| 11    | DEL   | Richard Castañeda      |     |
| 17    | DEL   | Josué Mitchell         |     |
| D. T. | D. T. | Luis Fernández Texeira |     |

| 10 | Centrocampista | Anthony Calvo  | 46' |
| 19 | Delantero      | David Solano   | 70' |
| 16 | Defensa        | Fernando Monge | 88' |

| 10 | Centrocampista | Sebastián Sánchez | 40' |
| 16 | Centrocampista | Mauricio Ayales   | 80' |
| 12 | Centrocampista | Johnny Chacón     | 83' |

| 67' · 81' · 104' | Christian Bermúdez Albán Gómez Aarón Navarro |  |

| 45' · | Rodolfo Rodríguez Luis González |

| 59' · | Guillermo Moreira Richard Castañeda |

| 12' | Cristian Badilla |

| Principal  | Pedro Navarro       |
| Asistentes | Alejandro Fernández |
|            | David Carballo      |
| Cuarto     | Jimmy Torres        |

|                    |   |   |
| Tiros              | - | - |
| Tiros a puerta     | - | - |
| Faltas             | - | - |
| Saques de esquina  | - | - |
| Penaltis           | - | - |
| Fueras de juego    | - | - |
| Posesión del balón | % | % |

| Alineación inicial |

| 1     | POR   | Néstor Mena        |     |
| 4     | DEF   | Mauricio Castro    |     |
|       | DEF   | Pablo Granados     |     |
|       | DEF   | Rónald Salas       |     |
|       | DEF   | Óscar Quesada      |     |
|       | MED   | Christian Bermúdez |     |
| 14    | MED   | Rodolfo Rodríguez  | 46' |
|       | MED   | Albán Gómez        | 89' |
|       | MED   | Aarón Navarro      |     |
|       | DEL   | Marvin Chinchilla  |     |
| 12    | DEL   | Luis González      | 70' |
| D. T. | D. T. | Edgar Carvajal     |     |

| 1     | POR   | Guillermo Moreira      |     |
| 4     | DEF   | Uriel Torres           |     |
| 19    | DEF   | Cristian González      |     |
| 6     | DEF   | Dennis Lacayo          |     |
| 2     | DEF   | César López            |     |
| 12    | MED   | Fabián Montiel         | 83' |
| 8     | MED   | Cristian Badilla       |     |
| 22    | MED   | Michael Arias          | 80' |
| 24    | MED   | Erick Corrales         | 40' |
| 11    | DEL   | Richard Castañeda      |     |
| 17    | DEL   | Josué Mitchell         |     |
| D. T. | D. T. | Luis Fernández Texeira |     |

| 10 | Centrocampista | Anthony Calvo  | 46' |
| 19 | Delantero      | David Solano   | 70' |
| 16 | Defensa        | Fernando Monge | 88' |

| 10 | Centrocampista | Sebastián Sánchez | 40' |
| 16 | Centrocampista | Mauricio Ayales   | 80' |
| 12 | Centrocampista | Johnny Chacón     | 83' |

| 67' · 81' · 104' | Christian Bermúdez Albán Gómez Aarón Navarro |  |

| 45' · | Rodolfo Rodríguez Luis González |

| 59' · | Guillermo Moreira Richard Castañeda |

| 12' | Cristian Badilla |

| Principal  | Pedro Navarro       |
| Asistentes | Alejandro Fernández |
|            | David Carballo      |
| Cuarto     | Jimmy Torres        |

|                    |   |   |
| Tiros              | - | - |
| Tiros a puerta     | - | - |
| Faltas             | - | - |
| Saques de esquina  | - | - |
| Penaltis           | - | - |
| Fueras de juego    | - | - |
| Posesión del balón | % | % |

| Alineación inicial |

| ? Campeonato # |